# Кидиппа Аргосская
Кидиппа Аргосская — в мифах Древней Греции жрица богини Геры и мать Клеобиса и Битона.

## Миф
Кидиппа должна была отправиться на праздник своей богини. Однако быки, которых запрягали в её повозку, отсутствовали. Сыновья жрицы впряглись в неё сами и доставили мать к месту, до которого было 45 стадий (8 км). Кидиппа была впечатлена и попросила Геру дать сыновьям наилучшие дары, которые она может дать человеку. Гера немедленно убила обоих братьев, поскольку лучшее, что она могла им дать, это возможность умереть в момент проявления высочайшей преданности. Так описывает события Геродот. Солон советовал Крёзу «не называть ни одного человека благословенным (богами) пока он не умрёт» (в наиболее часто цитируемом переводе).
При этом в оригинальном тексте Геродота имя матери Клеобиса и Битона не упоминается. Впервые, во всяком случае, среди доступных в наши дни источников, его называет Плутарх. Так как он жил через пятьсот лет после Геродота, считается, что большой пласт упоминаний мифа, где действует Кидиппа, утрачен.